# Jáky József

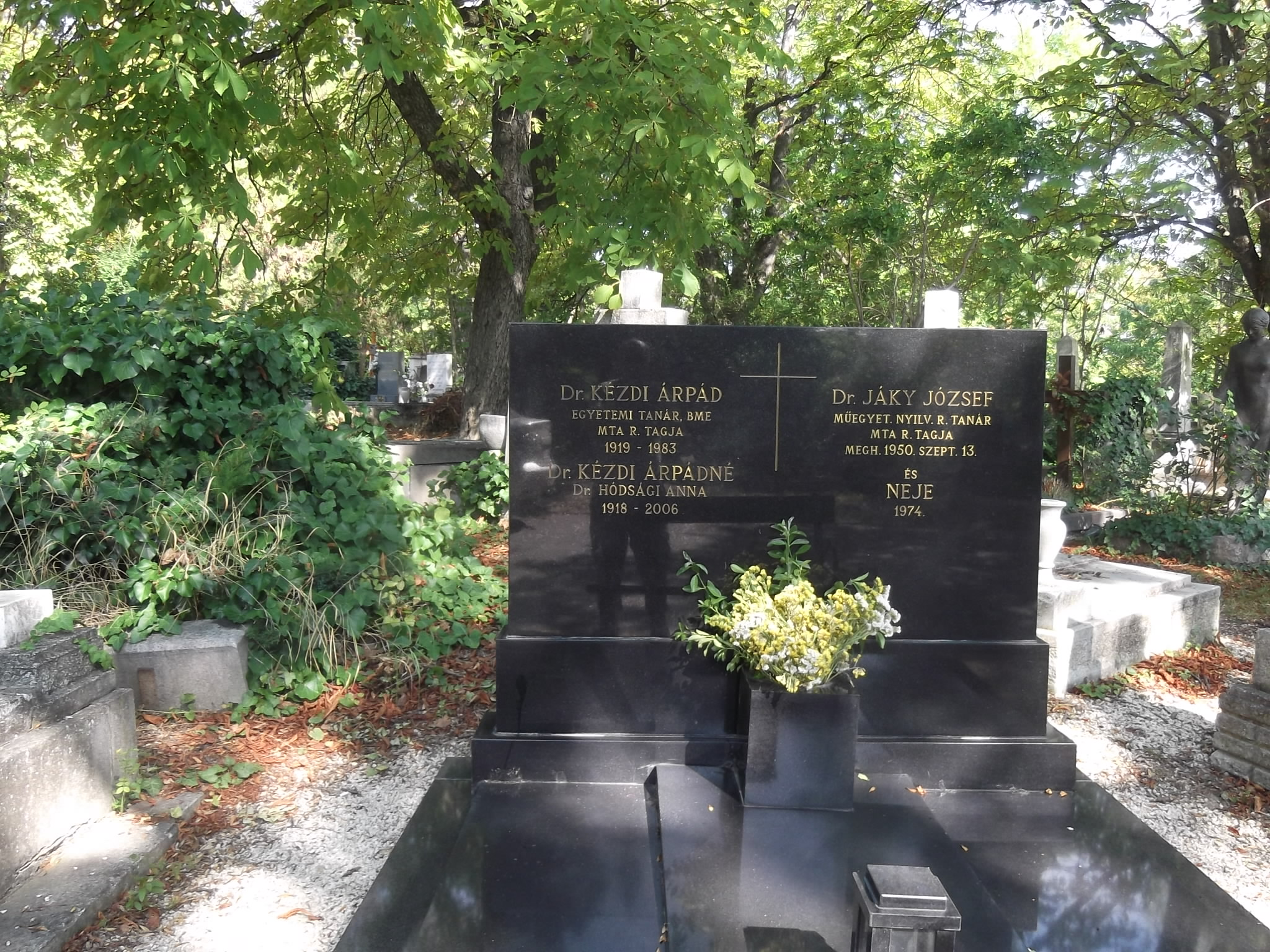
Jáky József sírja a Farkasréti Temetőben

Jáky József, 1934-ig Janicsek József (Vértesacsa, 1893. július 15. – Hévíz, 1950. szeptember 13.) magyar közlekedésmérnök, talajmechanikus, egyetemi tanár, tanszékvezető; Kossuth-díjas útépítő mérnök, geotechnikus, a Magyar Tudományos Akadémia tagja (levelező 1942, rendes 1949). 1915-től haláláig a budapesti műegyetem oktatója, a talajmechanikai kutatások magyarországi megalapozója és világszerte elismert tudósa volt.

## Életútja
Középiskoláit a budapest-józsefvárosi főreáliskolában végezte, majd 1911-ben beiratkozott a budapesti József Műegyetemre. 1915-ben szerezte meg kultúrmérnöki oklevelét, és ugyanabban az évben Zielinski Szilárd közlekedésügyi és vasútépítés-tani tanszékén kezdte meg munkáját mint tanársegéd. Az első világháború rövid időre megszakította tudományos-oktatói pályáját, tizenhét hónapig katonai szolgálatot látott el. 1918-tól adjunktusként folytatta az oktatótevékenységét a műegyetemen. 1924-ben megszerezte műszaki doktori oklevelét, értekezésének tárgya a gurítódombok kiképzése és a guruló vasúti kocsik menetellenállása volt. 
1927–1928-ban Jeremiah Smith-ösztöndíjjal egy évet az amerikai Cambridge műszaki egyetemén, a Massachusetts Institute of Technologyban töltött, ahol a talajmechanika világhírű professzora, Karl von Terzaghi bevonta őt az ott folyó nagyszabású kutatásokba. Hazatértekor, 1928-ban a budapesti Műegyetemen a földépítmények mechanikája című tárgykör magántanárává nevezték ki. 1933-ban a műegyetemen megszervezte Európa első talajmechanikai laboratóriumát, s 1933–1938-ban a talajmechanika előadója volt. 1936-tól a közlekedésügy és vasútépítéstan nyilvános rendkívüli, 1939-től nyilvános rendes tanárakként oktatott. 1941-től az akkor alapított vasútépítési, talajmechanikai és alapozástani tanszék (a későbbi geotechnikai tanszék) vezetője volt egészen haláláig.

## Munkássága
Életműve és munkássága középpontjában a korszerű talajmechanikai kutatások álltak, amelyek elméleti és gyakorlati eredményeit Magyarországon elsőként állította az út- és a vasútépítés szolgálatába. Feltehetően Karl von Terzaghi osztrák kultúrmérnök 1925-ben megjelent könyve irányította figyelmét a fiatal diszciplína felé. Az elkövetkező években behatóan foglalkozott számos talajmechanikai problémával: előbb a rézsűállékonyságról és a rézsűcsúszásról, később – az 1930-as években – a nyugalmi földnyomásról és a földtömegek képlékeny határállapotáról, a feszültségeloszlás kérdéseiről jelentek meg szilárdságtani tanulmányai. 
Különösen jelentős új földnyomáselmélete, amelyen 1934-től egészen haláláig dolgozott. Törekvéseinek köszönhetően 1936-ban kötelezővé tették minden mérnöki építmény kivitelezésekor az előzetes talajmechanikai vizsgálatokat. Az 1930-as évek második felétől sokat foglalkozott a fagy és a térfogatváltozás elleni védelemmel, a burkolatok méretezésével. 1944-ben adta ki a talajmechanika tárgykörének első magyar nyelvű összefoglaló szakkönyvét. 1945 után olyan létesítmények alapozási munkáinál közreműködött szakértőként, mint a dunapentelei Dunai Vasmű, a Ferihegyi repülőtér, vagy a budapesti földalattivasút. Részt  vett a Széchenyi-hegyi Gyermekvasút (Úttörővasút) tervezési munkálataiban. Éveken keresztül tagja volt az Anyagvizsgálók Közlönye című szakfolyóirat szerkesztőbizottságának.

## Társasági tagságai és elismerései
1936-tól töltötte be az International Conference on Soil Mechanics magyar bizottságának elnöki tisztét. Tudományos eredményei elismeréseként a Magyar Tudományos Akadémia 1942-ben levelező, 1949-ben rendes tagjává választotta. 1946-ban Marczibányi-díjat, 1948-ban Kossuth-díjat kapott.

## Emlékezete
Székesfehérváron 1953 óta középiskola viseli nevét (Székesfehérvári Szakképzési Centrum Jáky József Technikum).

## Főbb művei
- Az elméleti rézsű és alkalmazása a mélyépítésben, in: Magyar Mérnök- és Építész-Egylet Közlönye, 1925
- Talajmechanikai vizsgálatok az útépítésre tekintettel, in: Magyarország Útügyi Évkönyve, 1934
- The classical earth pressure theory, in: Proceedings of the 4th International Congress on Applied Mechanics, Cambridge, 1934
- Földnyomás, in: Építési zsebkönyv I., szerk. Möller Károly, Budapest, 1934
- A klasszikus földnyomáselmélet, Budapest, 1935
- Stability of earth slopes, in: Proceedings of the 1st ICSMFE, Cambridge, 1936
- Az útépítés talajmechanikája, Budapest, 1937
- Talajmechanikai alapfogalmak és technikai alkalmazásuk, Budapest, 1938
- Elméleti és gyakorlati talajmechanika, Budapest, 1938 (Horváth Istvánnal)
- Földmunkák tömörítése, Budapest, 1942
- Talajmechanika: Alapfogalmai és technikai alkalmazásuk, Budapest, 1944
- Tévedések a földnyomáselméletben, in: Magyar Technika, 1946
- New theory of earth pressure, in: Proceedings of the 2nd ICSMFE, Rotterdam, 1948
- Földnyomás, Budapest, 1951
- Network of slip lines in soil stability, In: Acta Technica, 1953

## További irodalom
- Mihailich Győző: Jáky József, in: Akadémiai Értesítő 1950
- Kézdi Árpád: Jáky József, in: Acta Mechanica 1953 (műveinek teljes bibliográfiájával)
- Farkas József: Megemlékezés Jáky Józsefről, születése 100. évfordulóján, in: Hidrológiai Tájékoztató 1993. ápr. 7–8.
- Geotechnikai ankét: Budapest, 1993. szeptember 13–14.: Jáky József professzor születésének 100-ik és Kézdi Árpád professzor halálának 10-ik évfordulóján, szerk. Mecsi József, Budapest, 1993